# 도후코조

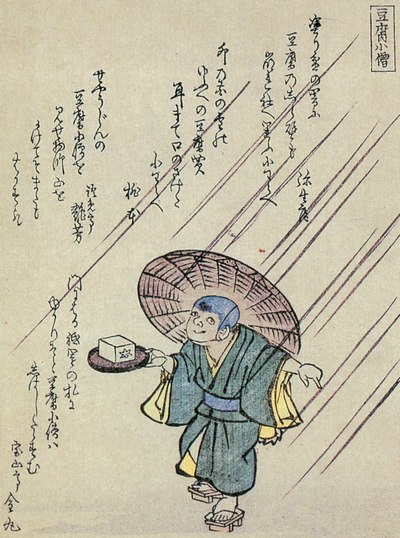
도후코조

도후코조(일본어: 豆腐小僧, とうふこぞう)는 일본의 요괴 중 하나이다. 두부를 손에 들고 있는 아이의 모습이다. 에도 시대의 구사조시 및 기뵤시, 괴담 책에 많이 등장하는 요괴이며, 에도 막부 말기부터 메이지 시대에 있어서는 연 도안, 스고로쿠, 카루타 등의 완구의 캐릭터로 사랑 받고 있었다.